# Бакић
Бакић је насељено место у саставу града Слатине, у Вировитичко-подравској жупанији, Република Хрватска.

## Историја
До територијалне реорганизације у Хрватској налазио се у саставу старе општине Подравска Слатина.

## Становништво
На попису становништва 2011. године, Бакић је имао 537 становника.

## Попис 1991.
На попису становништва 1991. године, насељено место Бакић је имало 641 становника, следећег националног састава:
| Попис 1991.‍  | Попис 1991.‍  | Попис 1991.‍ | Попис 1991.‍ | Попис 1991.‍ |
| ------------ | ------------ | ----------- | ----------- | ----------- |
|              |              |             |             |             |
| Хрвати       | Хрвати       |             | 569         | 88,76%      |
| Срби         | Срби         |             | 43          | 6,70%       |
| Југословени  | Југословени  |             | 17          | 2,65%       |
| Мађари       | Мађари       |             | 2           | 0,31%       |
| Црногорци    | Црногорци    |             | 1           | 0,15%       |
| неопредељени | неопредељени |             | 4           | 0,62%       |
| регион. опр. | регион. опр. |             | 1           | 0,15%       |
| непознато    | непознато    |             | 4           | 0,62%       |
| укупно: 641  |              |             |             |             |